# Nonyma uluguruensis
Nonyma uluguruensis là một loài bọ cánh cứng trong họ Cerambycidae.